# Ранібізумаб
Ранібізумаб (відомий під торговою назвою Луцентіс) - лікарський препарат, що в своєму складі має фрагменти (Fab) моноклональних гуманізованих антитіл до ендотеліального фактору росту А (VEGF-A), що призначається для лікування вікової макулодистрофії (ВМД) і проліферативної діабетичної ретинопатії (ПДР), котрий був розроблений компанією Genentech.

## Механізм дії
Ранібізумаб вибірково зв'язується з ізоформами ендотеліального росту судин, VEGF-A (VEGF110, VEGF121, VEGF165), і перешкоджає взаємодії VEGF-Ac  з його рецепторами на поверхні клітин ендотелію, що призводить до пригнічення неоваскуляризації і проліферації судин. Пригнічуючи ріст новоутворених судин хоріоідеї в сітківку, ранімізумаб зупиняє прогрес ексудативно-геморагічної форми вікової макулярної дистрофії (ВМД) і макулярного набряку при цукровому діабеті і тромбозі вен сітківки.
Діабетичний макулярний набряк (ДМН) є наслідком діабетичної ретинопатії - найбільш поширеного ускладнення діабету, що впливає на якість зору. ДМН характеризується змінами в кровоносних судинах оболонки сітківки - внутрішнього світолочутливого шару ока. У хворих на ДМН відбувається втрата рідини з паталогічно змінених судин, що розташовані в центральній частині оболонки сітківки, що також називається жовтою плямою (макула). Жовта пляма відповідає за гостроту центрального зору, що ДМН може серйозно порушити своїм впливом. Подібний негативний вплив спостерігається у 1-3% пацієнтів з цукровим діабетом.

## Використання
Рекомендована доза препарату Луцентіс становить 0,5 мг у вигляді одноразової інтравітреальної ін’єкції. Ця доза відповідає об’єму ін’єкції в 0,05 мл. Інтервал між введеннями двох доз в одне око повинен становити щонайменше 4 тижні.
Лікування розпочинається з однієї ін’єкції на місяць і продовжується, поки не буде досягнута максимальна гострота зору та/або не зникнуть ознаки активності захворювання, тобто зміни гостроти зору та інші ознаки і симптоми захворювання. Пацієнтам з ексудативною ВМД, ДМН та тромбозом вен сітківки може бути потрібно три або більше щомісячних ін’єкцій поспіль. Таким чином, регулярність моніторингу та інтервали між введеннями препарату має визначати лікар залежно від активності захворювання, що оцінюється на основі гостроти зору та/або за анатомічними параметрами.
Якщо пацієнти отримують лікування за схемою «treat-and-extend» («лікування та продовження»), після досягнення максимальної гостроти зору та (або) відсутності ознак активності захворювання інтервали між введеннями препарату можна поступово збільшувати до рецидиву ознак активності захворювання або погіршення зору.

### Результати лікування
Гострота зору у пацієнтів, що приймали Ранібізумаб, через 12 місяців лікування покращилось в середньому на 6.8 балів у порівнянні з початковим станом, в тей час як середнє покращення зору у пацієнтів, що проходили лазерну терапію, складає 0.9 балу, спираючись на стандартну шкалу ETDRS.

## Побічні ефекти
Найчастіші побічні реакції, пов’язані з процедурою введення препарату, включали: біль в оці, гіперемію ока, підвищення внутрішньоочного тиску, запалення склистого тіла, відшарування склистого тіла, крововиливи в сітківку ока, порушення зору, плаваючі помутніння склистого тіла, крововиливи в кон’юнктиву, подразнення ока, відчуття стороннього тіла в оці, підвищене сльозовиділення, блефарит, сухість очей, відчуття свербежу в оці. Найчастіше повідомлялося про наступні неофтальмологічні явища – головний біль, ринофарингіт та артралгія.
Менш часті, але більш тяжкі побічні реакції включали ендофтальміт, сліпоту, відшарування сітківки ока, розрив сітківки ока, ятрогенну травматичну катаракту.